# Cos Cob
Cos Cob est une  census-designated place à l'est de la ville de Greenwich (Connecticut), dans le Comté de Fairfield au Connecticut.

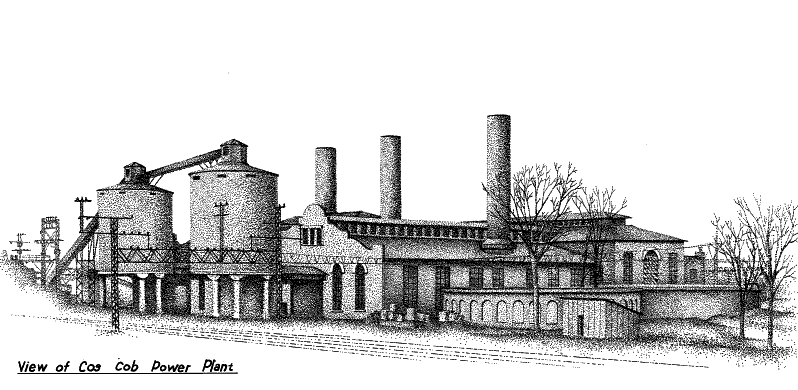
Usine à Cos Cob en 1907

Sa population était de 6 770 habitants en 2010.

## Communauté d'artistes
Une communauté d'artistes (Cab Cob art colony) s'y établie à la fin du XIXe siècle, à partir de 1888. John Henry Twachtman, Childe Hassam, Theodore Robinson, Henry Winslow, entre autres, y vécurent. Le couple de collectionneurs Louisine et Henry Osborne Havemeyer y possédaient une maison ouverte à ces artistes.